# 1077
1077 (MLXXVII) fue un año común comenzado en domingo del calendario juliano.

## Acontecimientos
- Bordado del tapiz de Bayeux.
- Empieza la construcción de la Fortaleza de Hohensalzburg.
- Los almorávides completan la conquista del Imperio de Ghana.
- Suleiman ibn Kutalmish se convierte en gobernador del sultanato de Rum, en Turquía.
- Roberto II de Normandía instiga su primera insurrección contra su padre Guillermo el Conquistador.
- Se desarrolla en Inglaterra el primer juicio por combate.
- 26 de enero - Humillación de Canossa: Enrique IV del Sacro Imperio Romano Germánico visita al papa Gregorio VII como penitente, pidiéndole el retiro de la sentencia de excomunión.
- 28 de enero - La excomunión de Enrique IV del Sacro Imperio Romano Germánico es retirada.
- Creación del tenedor

## Nacimientos
- Joseph ibn Migash, rabino del Califato de Carmona misericordia Cazarez. (m. 1141)

## Fallecimientos
- 25 de abril: Geza I de Hungría (n. c. 1040)
- Inés de Poitou, emperatriz del Sacro Imperio Romano Germánico (n. 1024)
- Shao Yong, filósofo, cosmólogo, poeta e historiador chino. (n. 1011)
- Chang Tsai, filósofo y cosmólogo chino (n. 1020)